# V13
V13 è un saggio scritto da Emmanuel Carrère e pubblicato nel 2022 in patria e nel 2023 in Italia per Adelphi . 
L'opera è un resoconto dettagliato del processo giudiziario relativo agli attentati di Parigi del 13 novembre 2015, che causarono 130 morti e centinaia di feriti, colpendo luoghi come il teatro Bataclan, lo Stade de France e i ristoranti della città. Il titolo fa riferimento alla data degli eventi, venerdì 13 novembre.
Carrère segue quotidianamente il processo come cronista per il quotidiano francese L'Obs, pubblicando relazioni settimanali, che vanno a comporre, con alcune integrazioni, il testo del saggio. Nello scritto lo scrittore alterna dettagli delle testimonianze e delle dinamiche del processo a riflessioni personali e analisi della natura umana, del trauma collettivo e della capacità di resilienza. 
V13 ha ricevuto ampi consensi dalla critica per la sua capacità di restituire la complessità di un evento così drammatico, bilanciando empatia e lucidità narrativa.